# Ячинце
Ячинце (мак. Јачинце) — село у Північній Македонії, входить до складу общини Куманово Північно-Східного регіону.
Населення — 106 осіб (перепис 2002).